# Adolf Fredrik Wahlbeck
Adolf Fredrik Wahlbeck, född 8 augusti 1852 i Ringarum, död 1903 i Linköping, var en svensk fabrikör. 

## Biografi
Wahlbeck växte upp i Valdemarsvik och tillbringade ett antal år på sjön innan han blev lärling som repslagare. Efter gesälltiden startade Wahlbeck ett repslageri i närheten av sitt hem på Kanberget i Linköping. Efter år av utökning drabbades Wahlbeck av sämre tider och gick i konkurs 1888, men med hjälp av sin familj fick han en ny chans att återskapa sin verksamhet.
Wahlbeck drabbades av cancer och avled 50 år gammal. Hans söner Ebbe och Gotthard tog då över den fortsatta driften av verksamheten.

## Wahlbecks eftermäle
I Linköping finns Wahlbecks företagspark i Östra Valla/T1. På friluftsmuseet Gamla Linköping finns ett repslagarmuseum som består av ett hus från den verksamhet Wahlbeck bedrev i centrala Linköping, men som flyttats till museiområdet.